# Bedi
Bedi est branche de la caste des Khatri, branche dont est issu Guru Nanak le fondateur du sikhisme. La sous-caste Bedi est devenue importante à la suite de l'appartenance du Guru fondateur à celle-ci.
Le terme Bedi vient de Vedi c'est-à-dire ceux qui étudiaient les Védas, livres fondateurs de l'hindouisme. Dans le Dasam Granth, un des livres sacrés du sikhisme, il est écrit que les Bédis descendent du fils du dieu Rāma, Kusha, et qu'ils ont émigré hors de Lahore après une défaite, pour se retrouver à Kashi, (aujourd'hui Varanasi); ils essayaient de faire régner la justice. Des siècles plus tard, le roi du Penjab leur a demandé de revenir à Lahore.